# Molly Smitten-Downes
Molly Alice Smitten-Downes (Anstey, Leicestershire, 2 de Abril de 1985), também conhecida como Molly, é uma cantora e compositora britânica. Molly foi seleccionada pela BBC para representar o Reino Unido no Festival Eurovisão da Canção 2014, que teve lugar em Copenhaga, na Dinamarca, a 10 de maio, onde se classificou em 17º lugar na final com 40 pontos.

## Discografia

### EP's
- "Fly Away with Me" (2011)

### Singles

#### Como artista principal
- "Beneath the Lights" (com Dream Beats) (2013)
- "Children in the universe" (2014)

#### Como artista destaque
- "Shadows" (Marger feat. Molly) (2011)
- "Never Forget You" (Darren Styles feat. Molly) (2013)